# Grov gulmossa
Grov gulmossa (Pseudocalliergon lycopodioides) är en bladmossart som beskrevs av Lars Hedenäs 1990 [1992. I den svenska databasen Dyntaxa används istället namnet Drepanocladus lycopodioides. Enligt Catalogue of Life ingår Grov gulmossa i släktet Pseudocalliergon och familjen Amblystegiaceae, men enligt Dyntaxa är tillhörigheten istället släktet krokmossor och familjen Amblystegiaceae. Enligt den finländska rödlistan är arten sårbar i Finland. Arten är reproducerande i Sverige. Artens livsmiljö är rikkärr. Inga underarter finns listade i Catalogue of Life.